# McJoe Arroyo
McJoe Arroyo Acevedo (Ceiba, 5 dicembre 1985) è un pugile portoricano.
Ha detenuto il titolo mondiale IBF dei pesi supermosca dal 2015 al 2016. Come dilettante ha rappresentato la propria nazione in numerose competizioni internazionali, conquistando una medaglia di bronzo nei pesi gallo ai mondiali di Chicago 2007.
È fratello gemello di McWilliams, anch'egli pugile professionista. Gli Arroyo costituiscono l'unica coppia di gemelli ad aver vinto ciascuno una medaglia ai campionati mondiali di pugilato dilettanti e la seconda a qualificarsi ad un'edizione dei Giochi olimpici estivi.

## Carriera professionale
Arroyo compie il suo debutto professionale il 27 febbraio 2010, all'età di 24 anni, sconfiggendo il connazionale Giovanni Rivera per KO tecnico al secondo round.